# The Trigger Effect
The Trigger Effect er en amerikansk film fra 1996, instrueret af David Koepp efter manuskript af James Burke.

## Medvirkende
- Kyle MacLachlan – (Matthew)
- Elisabeth Shue – (Annie Kay)
- Dermot Mulroney – (Joe)
- Bill Smitrovich – (Steph)
- Michael Rooker – (Gary)